# Geschichte der Raumfahrt
Die Geschichte der Raumfahrt umfasst die Planungen und Durchführungen von Reisen sowie Transporten in und durch den Weltraum vom Beginn des 20. Jahrhunderts bis zur Gegenwart. Zu ihr gehören die gesellschaftlichen, politischen und wirtschaftlichen Rahmenbedingungen, in denen Raumfahrt stattgefunden hat sowie ihre Wirkung auf die Gesellschaft.

## Vordenker
Zu den Vordenkern zählen vor allem der russische Physiker und Astronom Konstantin Ziolkowski (1857–1935), der US-amerikanische Physiker Robert Goddard (1882–1945) und der österreichisch-ungarisch-deutsche Mediziner und Physiker Hermann Oberth (1894–1989), die unabhängig voneinander erkannt haben, dass die bisher für Feuerwerke und militärische Zwecke verwendeten Feststoffraketen zu schwach sein würden, um den Weltraum zu erreichen. Daher schlugen sie die Verwendung von flüssigen Raketentreibstoffen (Wasserstoff, Sauerstoff und Kohlenwasserstoffen) und das Prinzip der Mehrstufenrakete vor.
Sie arbeiteten unabhängig voneinander am Flüssigkeitsraketentriebwerk, der Kühlung der Brennkammer und der Steuerung der Rakete mittels Strahlruder und Kreiselinstrument und stellten mit der Raketengrundgleichung auch das Prinzip der Mehrstufenrakete auf eine wissenschaftliche Basis. Sie befassten sich auch mit Fragen des Betriebs von Raumstationen, der industriellen Nutzung des Weltraums und der Nutzung seiner Ressourcen.
Konstantin Ziolkowski veröffentlichte 1903 in dem russischen Wissenschaftsmagazin Wissenschaftliche Rundschau unter dem Titel: Erforschung des Weltraums mittels Reaktionsapparaten erstmals die theoretischen Effekte eines Raketenantriebs als Raketengrundgleichung zur Grundlage der heutigen Raumfahrttechnik. Er erdachte unter anderem die Flüssigkeitsrakete sowie die Mehrstufenrakete und befasste sich darüber hinaus auch mit Fragen des Betriebs von Raumstationen, einer möglichen industriellen Nutzung des Weltraums und seiner Ressourcen. Aber seine Arbeit fand im Zarenreich kaum Beachtung und wurde, weil sie nur in russischer Sprache verfügbar war, im Ausland zunächst nicht bekannt. Ein Jahr nach der Veröffentlichung von Hermann Oberths Buch „Die Rakete zu den Planetenräumen“, welches auch der deuschbaltisch-russische Gelehrte Friedrich Zander (oft auch Fridrik Tsander genannt) gelesen hatte, veröffentlichte Zander (1887–1933), im Jahre 1924 ein Buch über die Arbeiten Ziolkowskis, um auch diesen bekannt zu machen.
Der US-Amerikaner Robert Goddard (1882–1945) stellte um 1910 erste Überlegungen zum Bau von Raketenmotoren und über Raumflüge zum Mond und zum Mars an. 1920 publizierte das Smithsonian Institut die zukunftsträchtige Abhandlung von Robert Goddard Methods for Reaching Extreme Altitudes (Methoden zum Erreichen extremer Höhen), in der er behauptete, dass Raketen genutzt werden könnten, um Nutzlasten auf den Mond zu schicken. Die Presse machte sich über seine Veröffentlichung lustig und titulierte ihn „Moon Man“. Um weiterer Beobachtung zu entgehen, zog Goddard schließlich nach New Mexico, wo er seine Forschung im Stillen durchführen konnte. 1926 konnte er eine selbstentwickelte Flüssigkeitsrakete erstmals erfolgreich testen und erzielte danach weitere Erfolge mit seinen Raketen. Gleichwohl geriet er in Bezug auf die Raumfahrt fast vollständig in Vergessenheit. Erst posthum – im Zuge der Raketenentwicklung nach dem Zweiten Weltkrieg – wurde ihm eine angemessene Anerkennung zuteil.
Ganz anders verlief die Geschichte beim Mediziner und Physiker Hermann Oberth, der seine eigenen raketen- und raumfahrtechnischen sowie raumfahrtmedizinischen Erkenntnisse erstmals 1923 mit seinem Buch Die Rakete zu den Planetenräumen veröffentlichte, welches breite internationale Resonanz auslöste und als eigentliches Geburtsdatum einer nun stetig zunehmenden wissenschaftlichen Beschäftigung mit Raketentechnik und Weltraumfahrt gelten kann.
Mit dazu beigetragen hat der österreichische Astronom und Schriftsteller Max Valier (1895–1930), der durch Oberths Buch inspiriert, eine allgemein verständliche Abhandlung zur Raumfahrt geschrieben hat. Mit Oberths Unterstützung entstand „Der Vorstoß in den Weltenraum“ (erschienen 1924), in dem ein Programm zur Entwicklung der Raketentechnik beschrieben war. Dieses Werk war ein großer Erfolg, sechs Auflagen waren bis 1930 erschienen.
Für Oberth war die Rakete nur Mittel zum Zweck einer interplanetaren Raumfahrt. Oberth dachte an eine multiplanetare Menschheit. Bereits 1929 veröffentlichte er in seinem epochalen Werk „Wege zur Weltraumfahrt“, das „Bibel der Astronautik“ genannt wird,
auf den Seiten 285 bis 333 seine Ideen für die Anwendungsmöglichkeiten seiner 2-Stufenrakete: Bemannte Raumfahrt einschließlich Raumanzug für den Außeneinsatz, Weltraumteleskop und Dauer von Raumfahrten,
auf den Seiten 333 bis 350 seine Ideen und die theoretischen Grundlagen zu Raumstationen im erdnahen Orbit von 700 bis 1200 km Höhe über dem Erdboden zur Erd- und Wetterbeobachtung und als Ausgangsbasis für Flüge zum Mond und zu den Planeten, auf den Seiten 336 bis 351 erklärt den Bau und die Funktion des von ihm schon 1923 erfundenen Weltraumspiegel mit 100 bis 300 km Durchmesser im Erdorbit, mit denen u. a. gezielt regional das Wetter beeinflusst werden soll (Solar Radiation Management), im Kapitel „Reisen zu fremden Weltkörpern“ legt Hermann Oberth auf den Seiten 350 bis 386 seine wissenschaftlichen Überlegungen und Berechnungen für Flüge (einschließlich Landungen) zum Mond, zu Asteroiden, zum Mars, zur Venus, zum Merkur und zu Kometen dar.
Er gilt als Erfinder des Ionentriebwerks, dessen Physik, die Funktion, die Konstruktion und die Nutzung für den interplanetaren Flug auf den Seiten 386 bis 399 darlegt. Er beschreibt wissenschaftlich Voraussetzungen, Ziele und Erwartungen, die mit solchen Reisen verbunden wären.
Der österreichische Astronom und Schriftsteller Max Valier (1895–1930), gründete 1927 zusammen mit Johannes Winkler den Verein für Raumschiffahrt in Breslau. In diesem Verein sammelten sich in der Folgezeit viele Raumfahrtpioniere der Weimarer Republik. Max Valier entwickelte ab 1928 durch Feststoffraketen angetriebene Raketenautos, -schienenwagen und -schlitten. Er starb 1930 bei der Explosion eines neuartigen Triebwerks und gilt damit als erstes Todesopfer der Raumfahrt
Den Vordenkern folgten die Raketen-Experimentatoren; siehe Raketenpionier.
In den späten 1920er-Jahren gab es in Deutschland durch den Verein für Raumschiffahrt und Fritz Langs Stummfilm Frau im Mond einen Boom des Raumfahrtgedankens. Dies führte zur Errichtung des Raketenflugplatzes Berlin in Berlin-Reinickendorf, der für die ersten praktischen Versuche mit Raketentechnik in Deutschland genutzt wurde.
Zu den Raumfahrtpionieren zählt auch Eugen Sänger (1905–1964). Die wichtigste Entwicklung Sängers während des Krieges, die bis heute in jedem Raketentriebwerk Verwendung findet, war die Kühlung des Raketentriebwerks durch den eigenen Treibstoff. Die Raketendüse wird mit dem Raketenbrennstoff gekühlt und dabei gleichzeitig die Abwärme der Düse genutzt, um den Treibstoff aufzuheizen. Der Raketenbrennstoff wird dadurch erheblich besser genutzt, da die Aktivierungsenergie für die Verbrennung geringer wird. Durch seine Arbeit am orbitalen Amerikabomber gilt Sänger auch als Vordenker für das US-amerikanische Shuttleprogramm. Das Raumtransportsystem „Sänger“ ist nach ihm benannt.
In der Rückschau tritt Sänger namentlich auch durch seine Konzeption des Photonen- und des Staustrahltriebwerks und durch seine Beschäftigung mit den Erscheinungen hervor, die bei bemannter Raumfahrt über größere Strecken, unter Umständen sogar zu anderen Sternen, durch die Zeitdilatation zu erwarten sind.

## Raketen und Raketenflugzeuge im Zweiten Weltkrieg
Wernher von Braun wurde ab 1929 ein Mitarbeiter Oberths und ab 1937 der technische Leiter des Entwicklungsprogramms für militärische Raketen in Kummersdorf sowie später in der Heeresversuchsanstalt Peenemünde (HVA). 1933 stellte von Braun in Kummersdorf die Rakete Aggregat 1 (A1) fertig, die aufgrund einer Fehlkonstruktion nicht flugfähig war. Das Nachfolgemodell, die A2, startete erfolgreich und erreichte bereits einige Kilometer Höhe. Die A3 (1936 entwickelt) war bereits so groß, dass zu ihrem Test ein Umzug nach Peenemünde in die HVA zwingend erforderlich wurde, der Test schlug jedoch fehl.

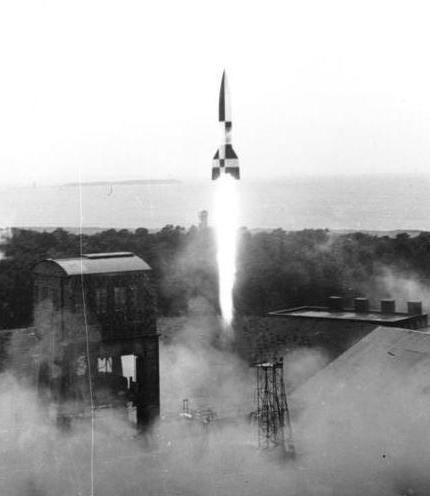
Start einer A4 im März 1943 in Peenemünde

1942 schließlich war die erste A4 fertiggestellt. Nach einem fehlgeschlagenen Startversuch hob die A4 – auch als „V2“ für Vergeltungswaffe 2 bekannt – schließlich im März 1942 vom Boden ab. Über die nächsten Monate wurde die Flugleistung der A4 kontinuierlich gesteigert, bis sie schließlich im Oktober 1942 eine Höhe von 84,5 km erreichte. Sie war damit als Waffe einsatzbereit und wurde als Kriegsgerät zuerst gegen London eingesetzt. Beim Test MW 18014 wurde eine Höhe von 184 km erreicht und die A4 war damit das erste von Menschenhand geschaffene Objekt, das über die Kármán-Linie, der Definitionsgrenze des Weltraums in 100 km Höhe gelangte.
Im Verlauf des Zweiten Weltkriegs entstanden mehrere Raketenflugzeuge, deren militärischer Erfolg jedoch eher gering war. So wurde in der Sowjetunion bereits 1942 die Bolchowitinow BI-1 zur Serienreife geführt und 1943 in Deutschland die Messerschmitt Me 163, deren Entwickler auf den Erfahrungen mit der Lippisch-Ente aufbauen konnten. Die noch 1945 getestete Bachem Ba 349 startete ähnlich den heutigen Großraketen in senkrechter Richtung, war aber trotzdem ein Flugzeug, weil der notwendige Auftrieb in der Flugphase durch Tragflächen erzeugt wurde.

## Sowjetische und US-amerikanische V-2-Raketenstarts nach dem Zweiten Weltkrieg
Während die Sowjetunion ihr eigenes beginnendes Programm um etwa 3500 deutsche Facharbeiter und Ingenieure erweiterte, wurden von den USA mit Wernher von Braun und dem Großteil seiner engsten Mitarbeiter lediglich die Spitze der HVA Peenemünde in die Vereinigten Staaten gebracht. Während eines Zeitraums von sechs Wochen nach dem Kriegsende transportierten die USA jedoch fast den kompletten Raketenbestand aus dem KZ Mittelbau-Dora ab, das in der durch die Konferenz von Jalta der Sowjetunion zugesprochenen Besatzungszone lag.

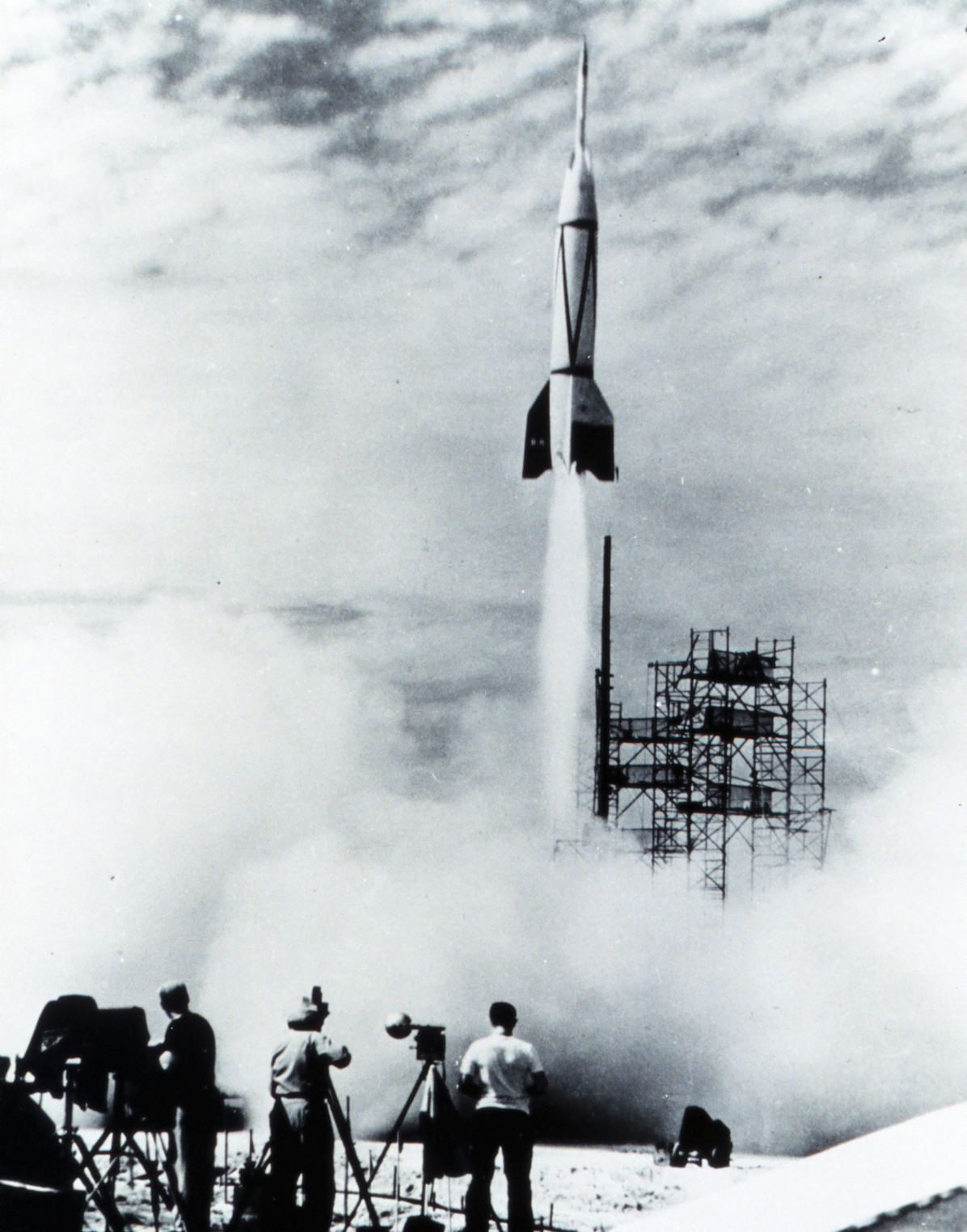
Start einer modifizierten A4 am 24. Juli 1950 von Cape Canaveral

Am 20. Februar 1947 transportierte die USA mit einer V2-Rakete Roggen- und Baumwollsamen neben Fruchtfliegen als erste Lebewesen überhaupt ins All. Der suborbitale Flug sollte die Auswirkung von Strahlung in großer Höhe auf Organismen untersuchen. Die Fliegen kamen lebend zurück.
Im Juni 1949 wurde mit einer V-2 erstmals ein Säugetier, der Rhesusaffe Albert II., von der US-Luftwaffe in den Weltraum transportiert. Bei der Rückkehr öffnete sich der Fallschirm nicht und der Rhesusaffe verstarb.

## Sputnik und der Beginn der bemannten Raumfahrt
Sergei Pawlowitsch Koroljow begann in den 1930er-Jahren in der Sowjetunion mit dem Bau von Raketen. Im Zuge des Großen Terrors wurde auch er verhaftet, erst nach seiner Freilassung 1944 konnte er wieder an Raketenentwicklungen mitarbeiten. Er wurde später der Chefkonstrukteur des sowjetischen Raketenprogramms. Koroljows Name wurde lange vor der Öffentlichkeit geheim gehalten – offizielle Verlautbarungen sprachen nur von „dem Chefkonstrukteur“.

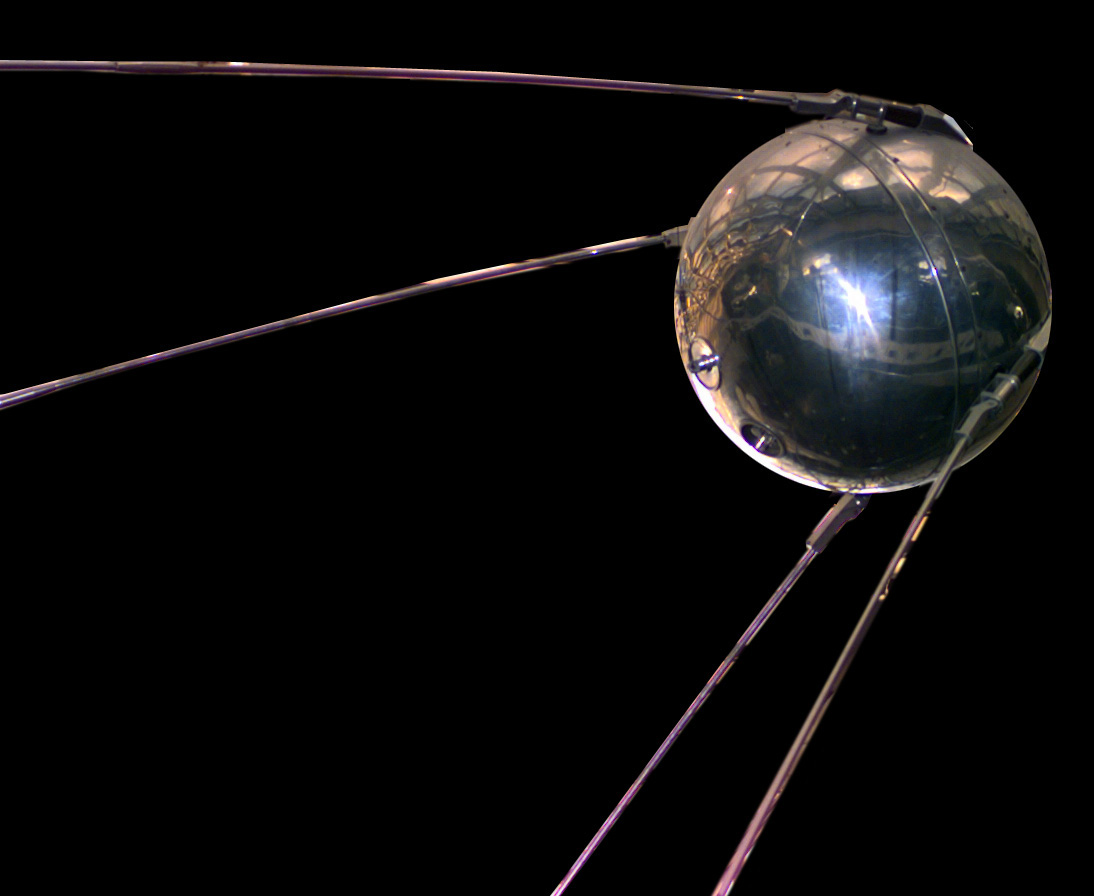
Sputnik 1 (1957)

Sein erster großer Erfolg war Sputnik 1, der erste künstliche Erdsatellit. Er wurde am 4. Oktober 1957 in die Erdumlaufbahn geschossen und sendete fortwährend Funksignale. Dieses Ereignis fand weltweite Beachtung und versetzte dem Westen den so genannten Sputnik-Schock. Das Gewicht des Sputnik-Satelliten – über 80 Kilogramm – ließ keinen Zweifel am militärischen Potential der Trägerrakete: Die UdSSR besaß nun Interkontinentalraketen. In den USA wurde die Raumfahrt zunehmend zum Politikum und Wahlkampfthema. Präsidentschaftskandidat John F. Kennedy kommentierte den Sputnik-Start mit den Worten: „Falls die Sowjets den Weltraum kontrollieren, dann können sie die Erde kontrollieren, so wie in den vergangenen Jahrhunderten diejenige Nation die Kontinente beherrschte, die auch die Weltmeere kontrollierte.“
Die sowjetische Raumfahrt schritt weiter zügig voran und Sputnik 2 brachte noch im selben Jahr mit der Hündin Laika das erste Lebewesen in eine Erdumlaufbahn. Mit Sputnik 5 wurden 1960 sogar zwei Hunde in den Orbit befördert und auch sicher auf die Erdoberfläche zurückgebracht.

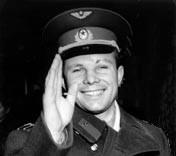
Der erste Mensch im Weltall Juri Gagarin zu Besuch in Schweden (1964)

Ein nächster großer Schritt erfolgte am 12. April 1961, als Juri Gagarin mit der Wostok 1 als erster Mensch die Erde umkreiste. Der erste US-Amerikaner im Weltall, Alan Shepard, führte einige Wochen später am 5. Mai 1961 im Rahmen des Mercury-Programms lediglich einen 15-minütigen suborbitalen Flug durch; er erreichte also nicht die Umlaufbahn um die Erde. Im Gegensatz zu Gagarin steuerte Shepard die Fluglage seines Raumschiffs manuell und landete darin, wodurch Freedom 7 nach den damaligen Definitionen der FAI technisch gesehen der erste vollständige Raumflug eines Menschen war; später wurde jedoch anerkannt, dass Gagarin der erste Mensch war, der ins All flog. Zuvor war am 31. Januar im Rahmen der NASA-Mission Mercury-Redstone 2 der Schimpanse Ham der erste Hominidae im Weltraum. Die erste Frau im Weltraum war die Kosmonautin Walentina Tereschkowa, die am 16. Juni 1963 an Bord von Wostok 6 zu ihrem dreitägigen Flug startete. Der erste Weltraumausstieg, also das Verlassen eines Raumschiffs, nur geschützt durch einen Raumanzug, gelang schließlich Alexei Archipowitsch Leonow am 2. März 1965. Leonow kam nur knapp mit dem Leben davon.

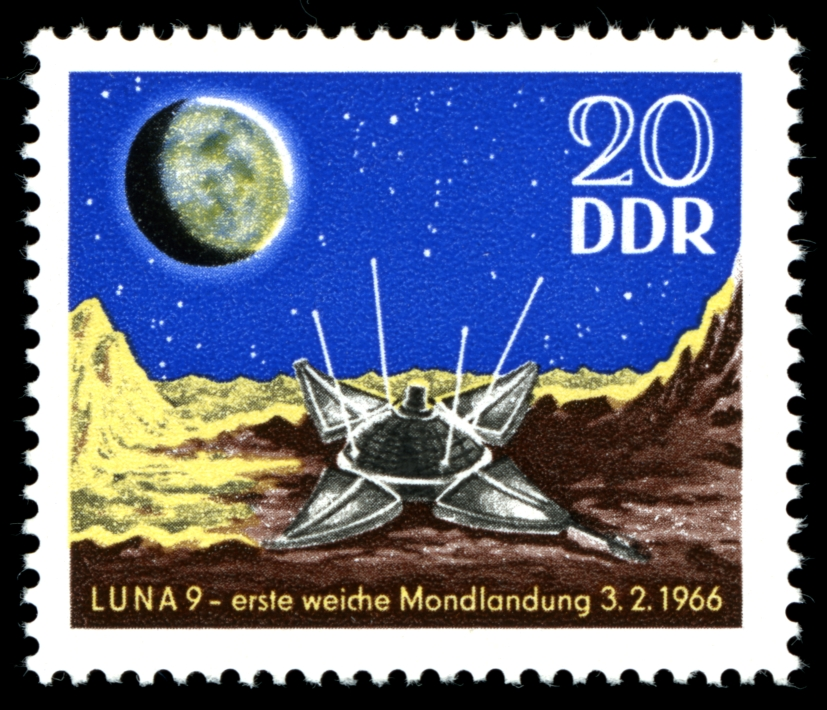
Erste weiche Mondlandung durch Luna 9 am 3. Februar 1966, dargestellt auf einer Briefmarke der DDR, Hintergrund: Die Erde

Der UdSSR gelang 1959 mit Lunik 3 die erste Mondumrundung, die das erste Foto der – von der Erde aus nicht sichtbaren – Mondrückseite lieferte, sowie im selben Jahr die erste harte Mondlandung mit Lunik 2, bei welcher der Satellit zerstört wurde. 1966 gelang die erste weiche Mondlandung, also das unversehrte Aufsetzen des Flugkörpers auf der Mondoberfläche, mit Luna 9.
Mit Luna 16 und Luna 20 gelang es auch, Mondgestein zurück zur Erde zu bringen, und 1970 erfolgte die Fahrt des ersten unbemannten Roboterfahrzeugs auf dem Mond (Lunochod 1). Im selben Jahr glückte auch mit Venera 7 die erste weiche Landung auf der Venus.

## Die Aufholjagd der USA und die Reise zum Mond
Am 25. Mai 1961 hielt US-Präsident John F. Kennedy seine berühmte Rede, in der er versprach, „noch vor Ende dieses Jahrzehnts einen Menschen auf dem Mond zu landen und sicher zur Erde zurückzubringen“. 1962 gelang es den USA schließlich, mit John Glenn den ersten US-Amerikaner sicher in den Orbit und zurückzubringen. Das Mercury-Programm erhielt nun einen Nachfolger, das Gemini-Programm. Im Rahmen dieses Programms wurden verschiedene Techniken erprobt, die alle für die spätere Mondlandung notwendig sein würden. Ein wichtiger Schritt waren die Missionen Gemini 6 und 7, die kurz aufeinanderfolgend gestartet wurden, um die Annäherung zweier Raumfahrzeuge zu erproben – ein Ankopplungsmanöver fand allerdings nicht statt, dies wurde erstmals mit Gemini 8 erfolgreich durchgeführt.
Als Trägersystem für die Apollo-Missionen wurde die Saturn-Rakete entwickelt, die am 9. November 1967 ihren Jungfernflug hatte. Mit der Apollo-7-Mission wurde das vollständige System erstmals in der Erdumlaufbahn im bemannten Einsatz getestet, und schon mit der Apollo-8-Mission 1968 wurde erstmals der Mond umrundet.

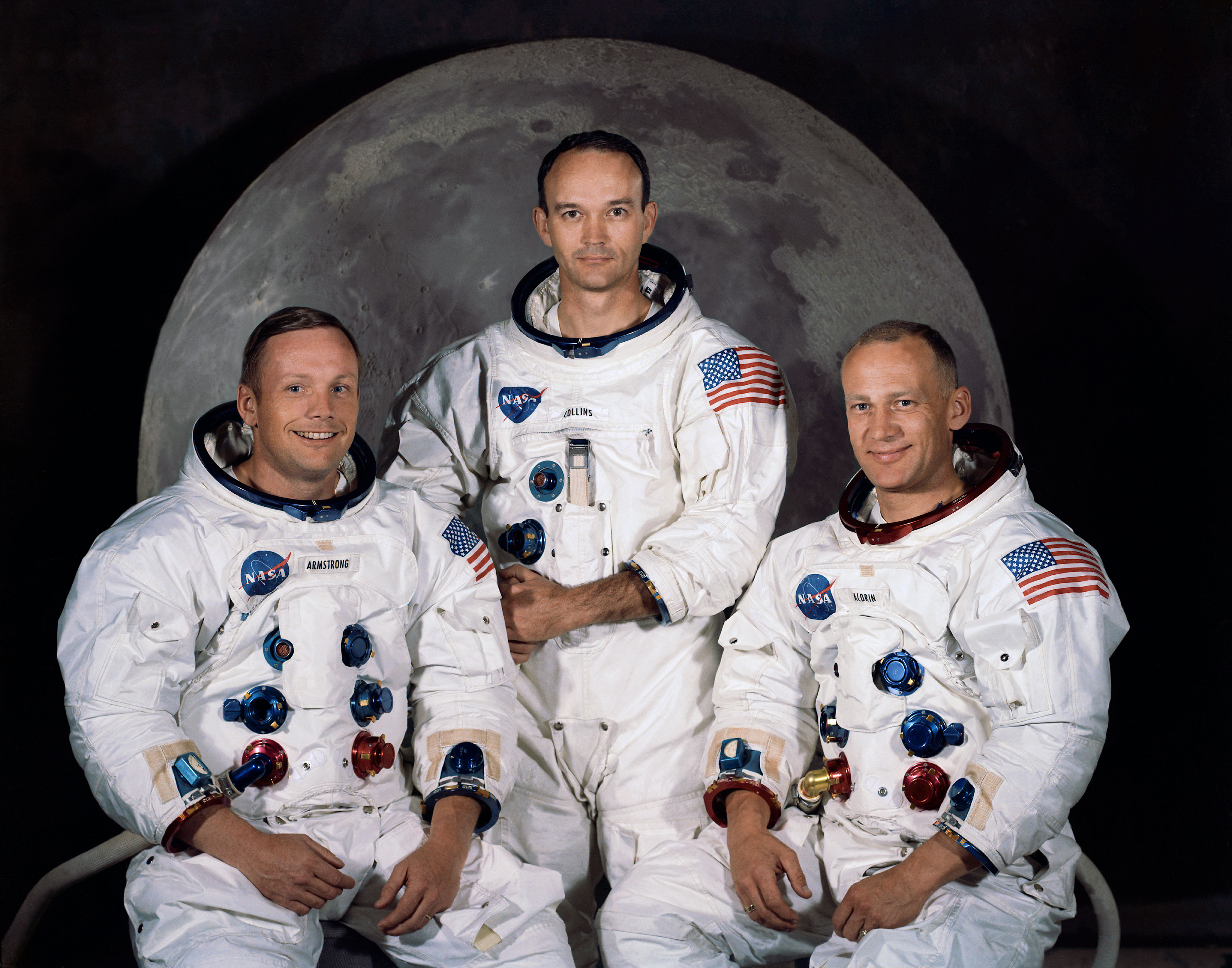
Apollo-11-Crew: Neil Armstrong, Michael Collins, Buzz Aldrin – Quelle: NASA

Am Abend des 20. Juli 1969 setzte der Lander des Raumschiffes Apollo 11 auf der Mondoberfläche auf. Neil Armstrong verließ um 3:56 Uhr UT die Landefähre und betrat als erster Mensch den Mond. Währenddessen prägte er den legendären Spruch:
That’s one small step for [a] man, one giant leap for mankind. (anhörenⓘ)

(Das ist ein kleiner Schritt für einen Menschen, aber ein gewaltiger Sprung für die Menschheit)
Am 7. Dezember 1972 fand mit Apollo 17 die bisher letzte bemannte Reise zum Erdtrabanten statt.

## Die Raumfahrt nach der letzten Apollo-Mission

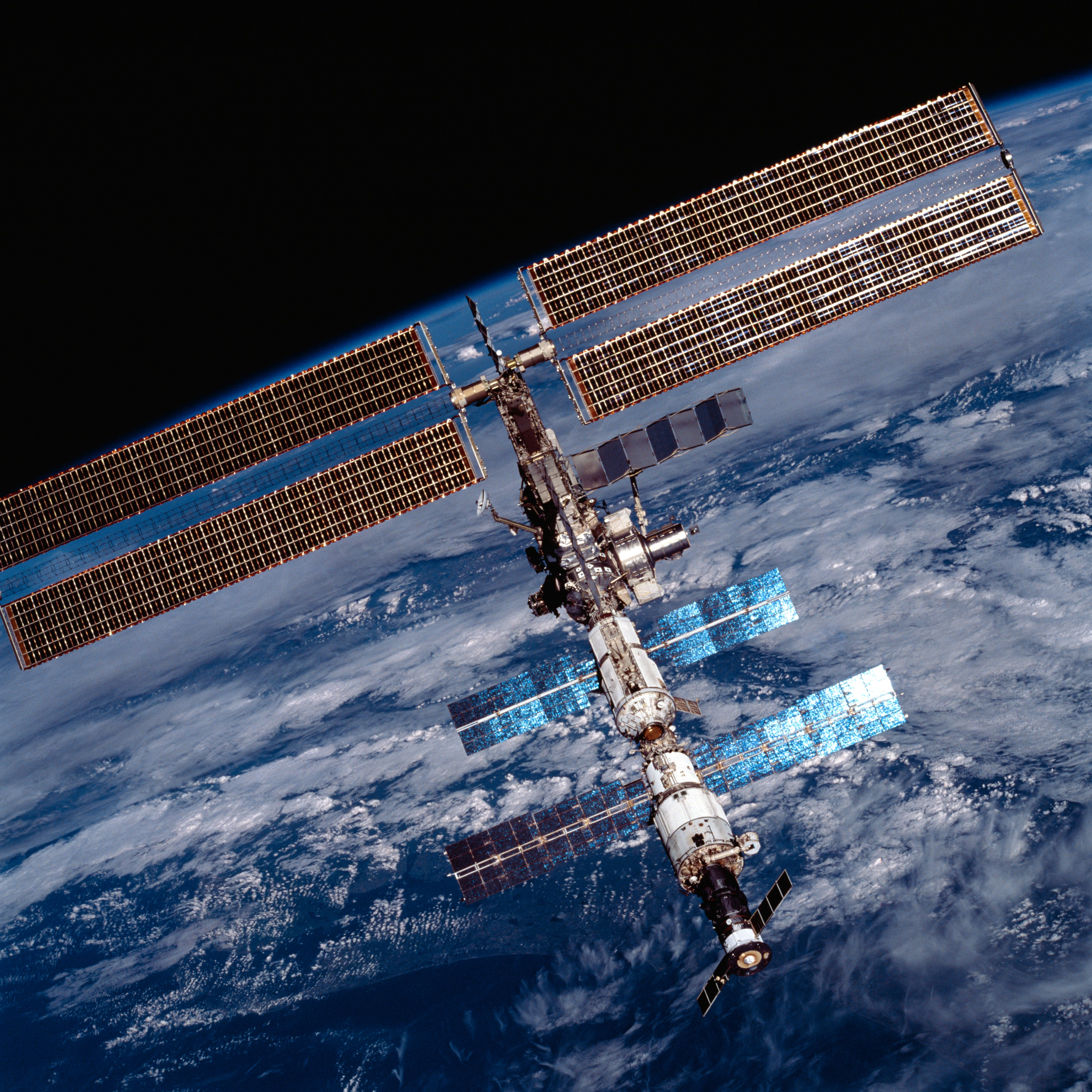
Die Internationale Raumstation ISS im Jahre 2001

Nach dem Ende des Apollo-Programms verließ kein Mensch mehr die unmittelbare Nähe der Erde. Schwerpunkte der bemannten Raumfahrt waren die Entwicklung von wiederverwendbaren Transportsystemen (Space Shuttle, Buran) und Raumstationen in einer Erdumlaufbahn.
Die ersten Raumstationen wurden Anfang der 1970er-Jahre gestartet (1971 Saljut 1 und 1973 Skylab). Im Februar 1986 startete die Sowjetunion das Basismodul der Raumstation Mir (russisch Мир ‚Frieden‘ oder ‚Welt‘), die später weiter ausgebaut wurde und mit einer Betriebsdauer von 15 Jahren alle vorangegangenen Stationen weit übertraf. Seit dem November 2000 ist die Internationale Raumstation (ISS) permanent bemannt.
Im April 1981 erfolgte mit dem US-amerikanischen Space Shuttle Columbia der erste Start einer wiederverwendbaren Raumfähre. Die Shuttles waren unverzichtbar beim Aufbau der ISS und ermöglichten mit dem Aussetzen und der mehrfachen Reparatur des Hubble-Weltraumteleskops eine neue Qualität in der Astronomie. Zwei Unfälle mit jeweils sieben Toten trüben die Erfolgsbilanz der Shuttles: Die Zerstörung der Challenger am 28. Januar 1986 kurz nach dem Start und der Columbia am 1. Februar 2003 beim Wiedereintritt. 2011 wurde das Shuttle-Programm mit dem Flug der Atlantis endgültig beendet. Da kein unmittelbarer Nachfolger bereitstand, verloren die USA in den Folgejahren die Fähigkeit selbst Astronauten ins All zu bringen. In dieser Zeit übernahmen die russischen Sojus-Raumschiffe den Personentransport zur ISS.
Am 15. Oktober 2003 gelang es der Volksrepublik China mit dem Raumschiff Shenzhou 5 als drittem Staat nach der Sowjetunion und den USA, mit einem eigenen Raumfahrtsystem Menschen ins All zu bringen.
Am 12. November 2014 gelang mit der von Rosetta abgesetzten Sonde Philae erstmals die weiche Landung auf einem Kometen.
Am 22. Dezember 2015 gelang es dem amerikanischen Raumfahrtunternehmen SpaceX zum ersten Mal, eine Raketenstufe der Falcon-9-Trägerrakete nach ihrer Mission wieder auf der Erde zu landen. Am 30. Mai 2020 gelang es SpaceX mit der SpX-DM2, den ersten bemannten Flug zur ISS durch ein privates Unternehmen durchzuführen.